# Taqi Usmani

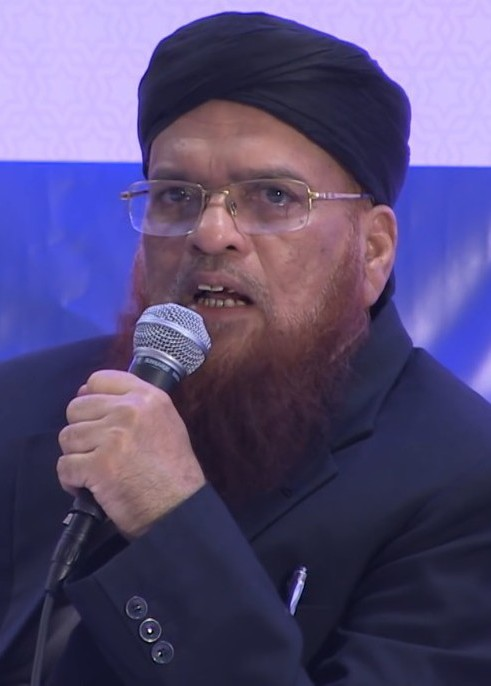
Taqi Usmani in London (2016)

Ulama Mufti Mohammed Taqi Usmani (Uthmani) (Urdu محمد تقی عثمانی, * 1943 in Deoband, Indien) ist ein islamischer Gelehrter in Pakistan, der von 1982 bis 2002 das Amt des Richters im Scharia-Senat (Shariah Appellate Bench) des Höchsten Gerichtes Pakistans (Supreme Court of Pakistan) ausgeübt hat, und von 1980 bis 1982 ebenfalls als Richter im Bundes-Scharia-Gerichtshof von Pakistan (Federal Shariat Court of Pakistan) vertreten war. Er agiert in mehreren islamischer Institutionen als Vorstand. Er ist entsprechend der Deobandi-Bewegung Sunnit, Hanafit und Maturidite. Jedoch verteidigt er in seinem Werk Takmilah Fath al-Mulhim (Band 5. Seite 379–80) die Glaubensansichten des Ibn Taimiya, solange diese nicht aus dem „Kontext“ gerissen werden.

## Biografie
Usmani schloss sein Studium der Islamwissenschaften an der pakistanischen islamischen Universität Darul 'Uloom Karachi im Jahr 1961 mit dem Takhassus / Dars e Nizami, dem Gegenstück eines Doktortitels, ab. Seinen Master-Abschluss in Arabischer Literatur und den Bachelor der Rechtswissenschaften erhielt er an der Universität Karatschi.
Er hat zahlreiche Bücher auf Arabisch, Urdu und Englisch über wichtige islamische Themen geschrieben, ebenfalls schrieb er viele Artikel über den islamischen Bankverkehr und die Finanzierung.
Im März 2004 übergab ihm der Regierungschef der V.A.E., Muhammad ibn Raschid Al Maktum, während des jährlichen internationalen islamischen Finanzforums (IIFF) in Dubai einen Preis als Anerkennung für seine Werke bezüglich des mit dem Islam konformen Finanzverkehrs.
Usmani gibt Ashraf Ali Thanwi als eines seiner Vorbilder an.
Während der Präsidentschaft von General Mohammed Zia ul-Haq wirkte er beim Erlass von Gesetzen bezüglich Hudud (Hudood Ordinances), Qisās und anderen Regelungen des islamischen Rechtes mit. Er widersprach energisch dem „Frauen-Schutz-Gesetz“, da es nur Augenwischerei sei und lediglich dafür gemacht sei, die Aufmerksamkeit der (westlichen) Medien zu erregen. Auch lenke es von den wirklichen versteckten Problemen ab, wie z. B. den ernsthaften Mängeln in der Durchsetzung geltenden Rechts – die Staatsgewalt der pakistanischen Regierung war in einigen Gebieten des Landes (meist Randprovinzen wie Belutschistan) faktisch nicht vorhanden.
Er war für seinen Unterricht des Sahih al Buchari an der islamischen Universität Darul 'Uloom Karachi bekannt, an der er einst selber studiert hatte.
Er war ein Schlüsselmitglied einer Gruppe von islamischen Gelehrten, die zur Zeit des Präsidenten Zulfikar Ali Bhutto durchsetzten, dass die Ahmadiyya vom pakistanischen Staat als Ungläubige (Kuffar) betrachtet werden: Am 21. September 1974 willigte Bhutto ein, und die Ahmadiyya wurde vom pakistanischen Parlament zu einer „nicht-muslimischen Religionsgemeinschaft“ erklärt. Formal wurden sie damit auf eine Stufe mit Juden, Christen, Buddhisten, Sikhs und Hindus gestellt. Des Weiteren durften sich die Ahmadis nicht mehr als Muslime bezeichnen.
Den islamischen Gelehrten, darunter Usmani, ging der Beschluss von 1974 nicht weit genug, so dass die pakistanische Regierung zu weiteren Verschärfungen der Gesetze gedrängt wurde. Unter Mohammed Zia ul-Haq wurde 1984 die „Ordinance XX.“ verabschiedet, wodurch den Ahmadis Missionstätigkeiten einschließlich des Verbreitens von Schrifttum verboten wurde. Ahmadis durften ihre Gebetshäuser nicht mehr als Moscheen bezeichnen. Von ihren Moscheen wurden Schilder mit der Aufschrift „Moschee“ entfernt, Schriftzüge übermalt. Ahmadis ist die Begrüßungsformel Salām, sowie der Gebetsruf (Adhan) und die Bismillah untersagt, Zuwiderhandlungen werden mit Haftstrafen geahndet. Aufgrund dieser Schwierigkeiten verließ Mirza Tahir Ahmad, der vierte Kalif der Ahmadiyya, Pakistan und wanderte nach London aus.
Die Anti-Ahmadiyya-Gesetze wurden und werden in Bangladesch und Indonesien nachgeahmt, dabei stützt man sich auch auf Usmani. Gelehrte wie Yusuf Ludyanwi al Hanafi al Deobandi zitieren Usmani, um zu belegen, dass die Ahmadiyya „Ungläubige“ seien.
Er vertritt die Position, dass auch gegen nicht mehrheitlich muslimische Länder, die sich dem Islam nicht feindlich gegenüber verhalten, ein Dschihad mit militärischen Mitteln geführt werden müsse.

## Verschiedenes
Er war Unterzeichner der Botschaft aus Amman (Amman Message) und einer der 138 Unterzeichner des offenen Briefes Ein gemeinsames Wort zwischen Uns und Euch (engl. A Common Word Between Us & You), den Persönlichkeiten des Islam an „Führer christlicher Kirchen überall“ (engl. „Leaders of Christian Churches, everywhere …“) sandten (13. Oktober 2007).

## Verbindungen
Muhammad Taqi Usmani ist ein Mitglied der folgenden Organisationen und Institutionen:
- Internationale islamische Rechtsakademie, Dschedda, Saudi-Arabien (Ständiges Mitglied)
- Islamische Universität Darul Uloom Karachi, Karatschi, Pakistan (Vizepräsident)
- Accounting and Auditing Organization of Islamic Financial Institutions, Bahrain. (Vorsitzender des islamischen Rechtsrates)
- Bahrain Monetary Agency, Bahrain (Vorsitzender des islamischen Rechtsrates)
- Amana Investments Limited, Sri Lanka (Vorsitzender des islamischen Rechtsrates)
- Abu Dhabi Islamic Bank, VAE (Vorsitzender des islamischen Rechtsrates)
- Guidance Financial Group, USA (Mitglied des islamischen Rechtsrates)
- Meezan Bank Ltd, Pakistan, (Vorsitzender des islamischen Rechtsrates)
- HSBC Amanah Finance, Dubai
- BankIslami Pakistan Limited, Pakistan (Vorsitzender des islamischen Rechtsrates)[8]